# بحيرة فيكو
بحيرة فيكو (بالإيطالية: Lago di Vico) هي بحيرة بركانية تقع في إقليم لاتسيو وسط إيطاليا، ضمن مقاطعة فتربة، على ارتفاع يقارب 510 أمتار فوق مستوى سطح البحر، تشكّلت البحيرة في فوهة بركان خامد، وتُعد من أعلى البحيرات البركانية في البلاد.

## نبذه
تغطي البحيرة مساحة تبلغ حوالي 12.9 كيلومترًا مربعًا، ويصل عمقها الأقصى إلى نحو 48 مترًا، وتحيط بها غابات كثيفة وتلال، وهي جزء من محمية طبيعية تُعرف باسم Riserva Naturale Lago di Vico، ما يجعلها موطنًا مهمًا للتنوع البيولوجي.
تُستخدم البحيرة كمصدر للمياه ومكان للأنشطة الترفيهية والسياحة البيئية، مثل التجديف، المشي في الطبيعة، ومراقبة الطيور، كما تلعب دورًا مهمًا في الزراعة المحلية، خاصة زراعة البندق والخضروات في المناطق المحيطة بها.